# Raúl Fuster
Raúl Fuster Arnao (Elche, España, 23 de julio de 1985) es un futbolista español. Juega de defensa lateral izquierdo y su actual equipo es la Unió Esportiva Llagostera de la Segunda División B de España.

## Trayectoria
Nacido en Elche, en el barrio del Toscar, fue formado en las categorías inferiores del Elche C.F. Pasó por todas las categorías desde el infantil hasta el primer equipo. En la temporada  2006-2007 fue cedido al Villajoyosa C.F. que milita en el grupo III de la segunda división B. Tras una buena temporada fue recuperado por el Elche C.F. para su primer equipo, haciéndolo debutar David Vidal. Ha permanecido durante 3 temporadas en el Elche (2007-2008, 2008-2009 y 2009-2010). En verano de 2010 firmó por dos temporadas con el Club Gimnástic de Tarragona. Tras el descenso a Segunda División B el Gimnàstic de Tarragona le dio la carta de libertad, y fichó por el CD Lugo, club recién ascendido a la categoría de plata. En diciembre se convirtió en nuevo jugador de la Unión Deportiva Salamanca. Tras la desaparición del club charro firmó en la temporada 2013/2014 un acuerdo con el Club Lleida Esportiu

## Clubes
| Club                      | País   | Año       |
| ------------------------- | ------ | --------- |
| Elche Ilicitano           | España | 2005-2006 |
| Villajoyosa CF            | España | 2006-2007 |
| Elche CF                  | España | 2007-2010 |
| Gimnàstic de Tarragona    | España | 2010-2012 |
| Lugo                      | España | 2012      |
| UD Salamanca              | España | 2012-2013 |
| Club Lleida Esportiu      | España | 2013-2016 |
| SD Ponferradina           | España | 2016      |
| Unió Esportiva Llagostera | España | 2017      |